# Nitria (sit monahal)
Nitria (numită și Muntele Nitriei în sursele grecești și latine sau Petoou Mpihosm în sursele coptice) este unul dintre cele mai vechi situri monahale creștine din Egipt și este situat în deșertul Nitrian. A fost fondat cel mai devreme dintre cele trei centre majore ale activității monahale creștine din Egiptul de Jos, celelalte două fiind Chiliile ( Kellia ) și Wadi El Natrun ( Scetis ).

## Istorie
Nitria a fost fondată în perioada 325-330 d. Hr. de către Ammun Nitriotul și a atras rapid mii de călugări în până la sfârșitul secolului al IV-lea. Până în anul 390, s-a dezvoltat de la o colonie liberă de călugări solitari la o așezare organizată de multiple mănăstiri cenobitice unde se regăseau zarafi, negustori și vânzători. Ieronim, care a vizitat Nitria în anul 386, a spus că localitatea avea peste cinci mii de călugări. Paladie din Galatia, care a locuit acolo începând din anul 390, a dat o estimare similară în opera sa de căpătâi -- Istoria Lausaică.
Pelerinii creștini din Alexandria au vizitat Nitria într-un număr mare, călugării slujind nevoile lor. Alți călugări au căutat zone mai îndepărtate, departe de turiști și negustori și au înființat un centru monahal în Chiliile ( Kellia ) undeva în jurul anului 338.
Populația monahală din Nitria a scăzut în timpul secolelor al V-lea și al VI-lea, iar locul a fost abandonat undeva pe la mijlocul secolului al VII-lea. Nitria nu trebuie confundată cu mănăstirile de la Wadi El Natrun (cunoscute oficial ca Scetis), care există și în ziua de azi.

## Etimologie
Localitatea Nitria a fost denumită după un oraș din apropiere care și-a luat numele de la depozitele naturale de sodă caustică ( natron sau carbonat hidratat natural de sodiu. ), folosită de egiptenii antici la îmbălsămarea mumiilor. Cuvântul englez și german „natron” este înrudit cu „natrona” franțuzesc, care își are originea din spaniolul „natrón” prin latină „natrium” și greacă „nitron” (νίτρον). Această rădăcină derivă din cuvântul egiptean antic „nṯrj”. Natron se referă la Wadi El Natrun (în engleză: Natron Valley) din Egipt, unde sarea natron a fost extrasă de vechii copți și egipteni. Natronul era folosit și pentru spălarea hainelor. Acest lucru a condus la simbolismul că Nitria este locul unde păcatele oamenilor au fost spălate.
Deși Nitria este adesea numită Muntele Nitriei, există o mică diferență de altitudine geografică între Nitria și regiunea înconjurătoare. Probabil că aceasta a fost numită referindu-se la Matei 5:14, unde Isus îi descrie pe urmașii săi ca fiind un „oraș de pe un deal”.

## Situl antic
Situl antic Nitria a fost localizat de arheologul Hugh Evelyn-White (1884-1924) undeva între anii 1917 - 1922. Este situat la aproximativ 13,7 kilometri sud-vest de Damanhur, lângă satul Al Barnuji, la 19,3 kilometri de Kellia și la aproximativ 50 de kilometri sud de Alexandria. Coordonatele Nitriei sunt 30,928651°N, 30,385628°E.

## Listă
Lista parțială a călugărilor care au viețuit în Nitria.
- Or Monahul
- Serapion
- Amun
- Antonie cel Mare
- Visarion
- Heremon
- Ioan
- Macarie Alexandrinul
- Macarie Egipteanul
- Pamvo
- Paisie cel Mare
- Sisoe cel Mare
- Amon din Egipt